# 马尔萨足球俱乐部
马尔萨足球俱乐部（英語：Marsa Football Club），是马耳他的足球俱乐部，位于马尔萨。俱乐部创建于1920年1月4日，在1921年球队更名为马尔萨联队，10年后的1931年球队将队名改回马尔萨足球俱乐部。

## 球队更名表
- 1920年：马尔萨足球俱乐部成立
- 1921年：更名为马尔萨联足球俱乐部
- 1931年：队名改回马尔萨足球俱乐部